# Sersheim
Sersheim es un municipio situado en el distrito de Ludwigsburg, en Baden-Wurtemberg, Alemania. Tiene una población estimada, a fines de septiembre de 2023, de 5782 habitantes.
Se conoce la existencia de la localidad desde el año 792, cuando se la menciona con el nombre de Saraesheim en un documento de la abadía de Lorsch. A lo largo de la Edad Media tuvo varios propietarios, incluyendo la abadía de Hirsau, los condes de Vaihingen an der Enz, los condes de Wurtemberg y los señores de Sachsenheim. Desde 1589, todo el territorio de la localidad pasó a pertenecer a Wurtemberg. Se desarrolló como poblado ferroviario a partir de la construcción de la línea ferroviaria del oeste de Wurtemberg en 1853.
Se ubica unos 10 km al noroeste de la capital distrital, Ludwigsburg.